# Mariano Jaquotot Sáez de Miera
Mariano Jaquotot Sáez de Miera (Madrid, 20 de julio de 1950 - Ibídem, 15 de agosto de 1994) fue un empresario y ejecutivo del Real Madrid Club de Fútbol. Era hijo del que fuera alcalde de Burgos (1956-1960) Mariano Jaquotot Uzuriaga.

## Trayectoria
Economista de formación y empresario, (propietario de la empresa Eurocafe) fue el máximo encargado de la sección de baloncesto del Real Madrid durante 6 años (1988-1994) consiguiendo durante su mandato 3 Ligas, 3 Copa, 1 Copa Korac y 2 Recopas. Además, Jaquotot fue uno de los principales artífices de que se ganara la Octava Copa de Europa,  por desgracia, este éxito no lograría disfrutarlo el propio Jaquotot, ya que el dirigente blanco fallecía en agosto del 94 víctima de un cáncer de páncreas. Llevaba ejerciendo como directivo en el Real Madrid desde la llegada de Ramón Mendoza, y en el momento de su muerte era vicepresidente primero y encargado máximo de la sección de baloncesto del Real Madrid. Se le consideraba el delfín de Ramón Mendoza para sucederle en la presidencia. También llegó a presidir la Liga ACB.